# Шёберг, Биргер

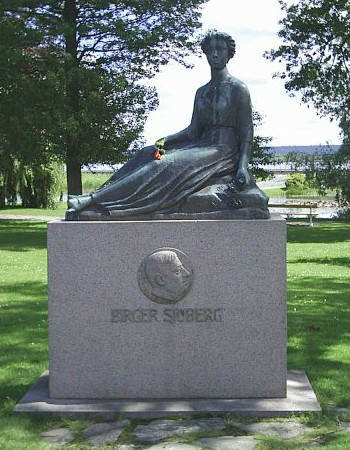
Статуя «Фриды» Б. Шёберга в Венерсборге

Биргер Шёберг (швед. Birger Sjöberg; род. 6 декабря 1885 г. Венерсборг — ум. 30 апреля 1929 г. Векшё) — шведский поэт и писатель.

## Жизнь и творчество
Родился в семье владельца магазина готового платья. Когда мальчику было 13 лет, его отец разорился, и семья, в которой всего было трое детей, столкнулась с материальными трудностями. В школе Биргер учился плохо, и гимназию не окончил. Затем учился на профессионального фотографа, работал в течение ряда лет помощником продавца в магазине. В 1906 году Биргер приезжает в Стокгольм, где при помощи своего брата Гёсты Шёберга получает место журналиста. Через год он переезжает в Хельсингборг в южной Швеции, где также работает журналистом. После того, как в начале 20-х годов XX столетия написанные им книги становятся широко известными, Шёберг зарабатывает уже исключительно писательством.
Б. Шёберг был талантливым артистом и пародистом, в то же время характер его отличался застенчивостью и скромностью. В течение своей жизни он оставался холостяком, неизвестно также были ли в его жизни возлюбленные. Писать поэтические произведения — в частности песни — Б. Шёберг начал ещё в юности. Эти песни с одной стороны звучали как народное творчество, с другой — обладали художественными достоинствами литературного произведения. Под сильным нажимом друзей, Шёберг публикует в 1922 году свой первый поэтический (песенный) сборник под названием Книга Фриды (Fridas bok). Песни в нём с известной иронией описывают быт маленького шведского городка и любовь некоего лирического «Я» к Фриде. Существовала ли в действительности в жизни поэта такая «Фрида», остаётся неизвестным. Книга Фриды имела в шведском обществе большой успех. Исполняя песни из неё Шёберг, несмотря на врождённую робость и стеснительность, провёл весьма удачное турне по всей Швеции. Песни из первого сборника Шёберга пользуются популярностью на его родине вплоть до наших дней.
В 1924 году выходит в свет роман Б. Шёберга Взорванный квартет (Kvartetten som sprängdes). Его действие происходит также в маленькой шведской общине и он является как-бы продолжением песен из «Фриды». Роман также был популярен у читателей. В 1926 появляется второй поэтический сборник Шёберга, Кризисы и венки (Kriser och kranser), стихотворения в котором были написаны в непривычном для почитателей Шёберга экспрессионистском ключе. В этой его поэзии ясно проступали темы человеческого одиночества, страха перед будущим и отчаяния. Сборник заслужил тогда плохую литературную критику, однако в наше время относится к шедеврам шведской поэзии первой половины XX века и одним из первых поэтических работ шведской модернистской литературы. В 1929 году Б. Шёбергу присуждается национальная литературная премия, однако об этом смертельно больной писатель так и не узнал.
Б. Шёберг скончался от воспаления лёгких. После его смерти в архиве писателя были обнаружены многочисленные неопубликованные стихотворения, вышедшие затем в сборниках Вторая книга Фриды (Fridas andra bok, 1929), Воспоминания о Земле (Minnen från jorden, 1940), Синтаксическое восстание (Syntaxupproret, 1955), Третья книга Фриды (Syntaxupproret, 1956).